# マグヌス・シールステット
マグヌス・シールステット（Tommy Magnus Kihlstedt、1972年2月29日 - ）は、スウェーデンの元サッカー選手。元スウェーデン代表。ポジションはゴールキーパー。

## 来歴
1998年にスウェーデン代表デビュー。出場機会は無かったが、UEFA EURO 2000、UEFA EURO 2004、2002 FIFAワールドカップのメンバーにも選ばれた。スウェーデン代表で13試合に出場した。

## 代表歴

### 出場大会
- スウェーデン代表
  - 2002 FIFAワールドカップ

### 試合数
- 国際Aマッチ 13試合 0得点（1998年-2004年）[1]

| スウェーデン代表 | 国際Aマッチ | 国際Aマッチ |
| 年               | 出場        | 得点        |
| ---------------- | ----------- | ----------- |
| 1998             | 1           | 0           |
| 1999             | 4           | 0           |
| 2000             | 2           | 0           |
| 2001             | 4           | 0           |
| 2002             | 1           | 0           |
| 2003             | 0           | 0           |
| 2004             | 1           | 0           |
| 通算             | 13          | 0           |